# Скибовка
Скибовка (укр. Скибівка) — село,
Скибовский сельский совет,
Чутовский район,
Полтавская область,
Украина.
Код КОАТУУ — 5325483001. Население по переписи 2001 года составляло 326 человек.
Является административным центром Скибовского сельского совета, в который, кроме того, входят сёла
Воеводское,
Рябковка,
Трудолюбовка и
Байрак.

## Географическое положение
Село Скибовка находится у истоков реки Свинковка,
ниже по течению на расстоянии в 1 км расположено село Филенково.
Река в этом месте пересыхает, на ней сделано несколько запруд.
Рядом проходит автомобильная дорога Т-1722.